# Użański Park Narodowy
Użański Park Narodowy (ukr. Ужанський національний природний парк, Użanśkyj nacjonalnyj pryrodnyj park) – park narodowy w zachodniej Ukrainie, w rejonie wełykoberezniańskim obwodu zakarpackiego. Powierzchnia – 391,593 km² (39 159,3 ha). Siedziba dyrektora Parku znajduje się w Wełykym Bereznym. Należy do ekoregionu lasów karpackich.
Na terenach dzisiejszego parku narodowego obszary chronione – rezerwaty Stużycia i Tycha zostały powołane jeszcze w 1908 przez władze węgierskie. Rezerwat Stużycia stopniowo powiększano i w 1974 Krajobrazowy Rezerwat Leśny Stużyca miał już powierzchnię 2542 ha. W 1998 władze obwodu zakarpackiego powołały obejmujący ten rezerwat Użański Regionalny Park Krajobrazowy o powierzchni 14 665 ha. Dzisiejszy Użański PN został utworzony w miejscu tego parku na mocy rozporządzenia prezydenta Ukrainy w 1999. Park dzieli się na cztery strefy: chronioną, ograniczonej rekreacji, stacjonarnej rekreacji i gospodarczą, o różnym stopniu ochrony i ograniczeniu gospodarki. Naukową opiekę nad parkiem sprawuje Użhorodzki Uniwersytet Państwowy.

## Położenie
Użański PN mieści się w zakątku Zakarpacia utworzonym przez zbieg granicy Ukrainy z Polską i ze Słowacją. Obejmuje obie strony doliny górnego Użu wraz z jego źródłami – wschodni kraniec Bieszczadów Zachodnich, południowo-zachodni kraniec Bieszczadów Wschodnich i północno-zachodnią część Połoniny Równej. Najwyższe szczyty Parku leżą w grzbiecie granicznym z Polską – Wielka Rawka (1304 m n.p.m.) i Kińczyk Bukowski (1251 m n.p.m.).
Po stronie polskiej z Użańskim PN sąsiaduje Bieszczadzki Park Narodowy, a po stronie słowackiej – Park Narodowy Połoniny. Wraz z nimi Użański PN wchodzi w skład Międzynarodowego Rezerwatu Biosfery „Karpaty Wschodnie”. Na Przełęczy Użockiej Użański PN graniczy z Nadsańskim Regionalnym Parkiem Krajobrazowym.
Ze względu na znaczne wyniesienie Użańskiego PN nad poziom morza klimat terenów Parku jest umiarkowany (do 800 m n.p.m.) i chłodny (powyżej 800 m n.p.m.). Poza tym klimat tych terenów kształtuje powietrze napływające doliną Użu znad Kotliny Panońskiej.

## Flora
Roślinność Parku stanowią głównie lasy liściaste (do 1100 m n.p.m.), z których ponad 3 tys. ha stanowią pierwotne puszcze. Głównym gatunkiem lasotwórczym jest buk, który zajmuje 76,9% areału. Innymi ważniejszymi gatunkami liściastymi są brzoza (4,1%), olsza szara (4%) i dęby (głównie dąb szypułkowy; 1,5%), zaś rzadkimi domieszkami są grab, jawor i jesion (po 0,2%). Z gatunków iglastych największe areały zajmują świerk (7,8%) i jodła (4,4%). Stosunkowo duży obszar zajmuje sztucznie wprowadzona daglezja (0,5%), rzadkimi domieszkami są natomiast modrzew i sosna zwyczajna (po 0,1%).
Przez Park, na całej długości doliny Użu, przebiega droga regionalna H13 z Sambora przez Przełęcz Użocką do Użhorodu.